# Dragoman
För andra betydelser, se Dragoman (olika betydelser).

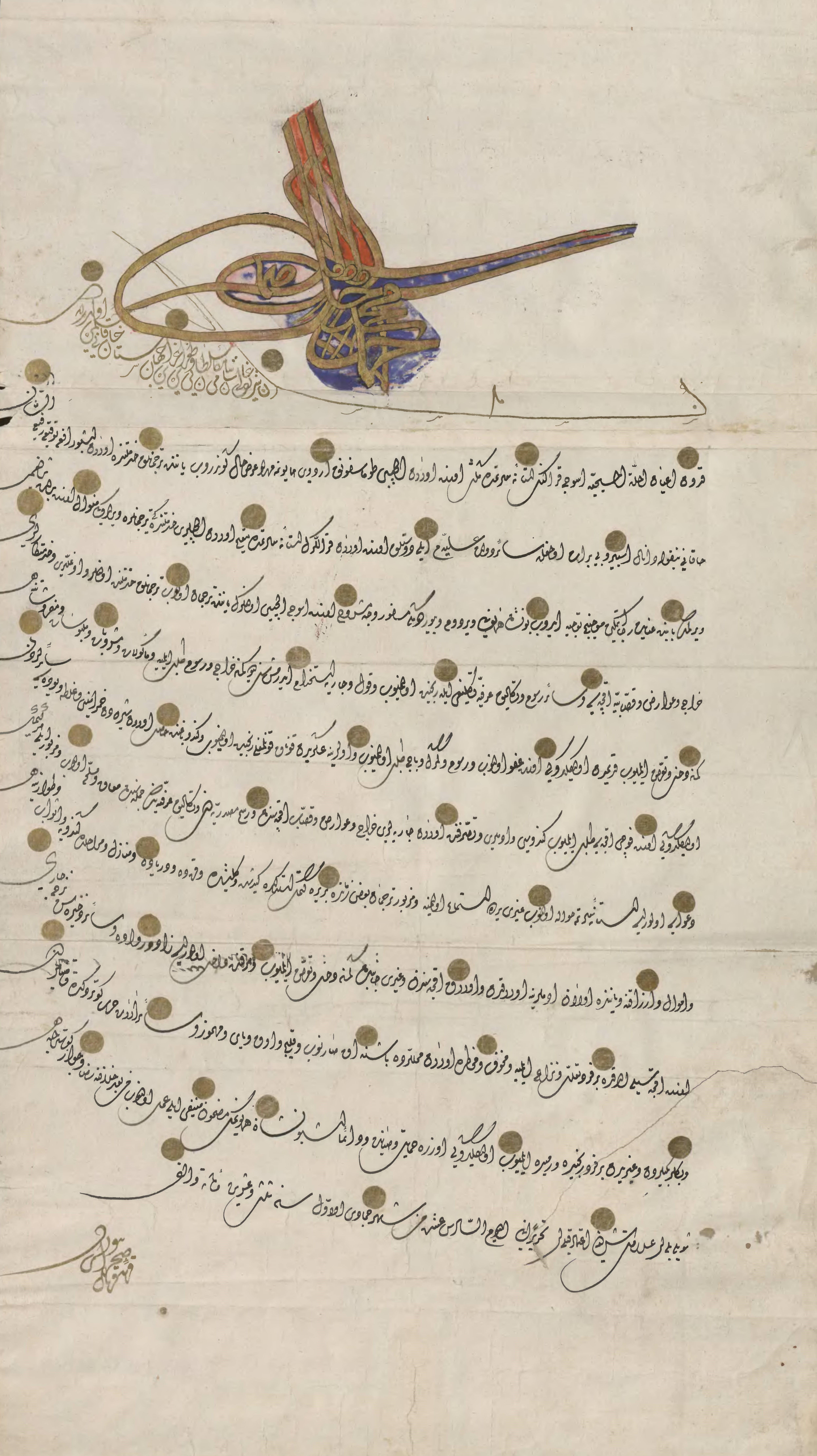
Privilegiebrev som utser Nicola Danal Spiro till den svenske envoyéen i Konstantinopel Thomas Funcks dragoman.

Dragomaner (av arabiska tarjumān ’översättare’) fungerade som ett slags agenter i Orienten, främst i det osmanska väldet och i de persiska safavidiska och qajariska rikena. De kunde till exempel anlitas som tolkar och var ofta greker och armenier.
Under det sena 1800-talet började ambassaderna i Istanbul hålla sig med egna dragomaner. Sveriges "siste dragoman" var Johannes Kolmodin (1884–1933).